# Rutilotrixa insectaria
Rutilotrixa insectaria är en tvåvingeart som beskrevs av Paramonov 1968. Rutilotrixa insectaria ingår i släktet Rutilotrixa och familjen parasitflugor. Inga underarter finns listade i Catalogue of Life.